# Coopératives céréalières au Canada
Les coopératives achètent les céréales (surtout le blé) auprès des agriculteurs. Au Canada trois opérateurs céréaliers détenus par les agriculteurs des coopératives, ont été créés pour briser le pouvoir des grandes Entreprises de négoce qui ont dominé le commerce des céréales dans l'Ouest canadien depuis la fin du 19e siècle.
Elles ont réussi dans le négoce du blé de 1923 à 1929. Au cours de la Grande Dépression, cependant, d'énormes pertes les ont écartées de la commercialisation des grains mais après 1935 toutes la commercialisation des céréales au Canada a relevé d'une nouvelle agence gouvernementale, la Commission Canadienne du Blé.
Au cours de l'après-guerre, les Coopératives céréalières au Canada ont presque complètement remplacé les sociétés céréalières privées et les exploitants de silos. Dans les années 1990, cependant, la plupart avaient décidé une démutualisation pour être privatisées, et plusieurs fusions se sont produites: toutes les anciennes Coopératives céréalières au Canada font désormais partie de la Viterra société, elle-même acquise par Glencore Xstrata en 2013.

## Histoire

### L'activisme agricole
Les Coopératives céréalières au Canada étaient l'aboutissement d'une longue tradition d'activisme  agraire  datant de plusieurs décennies dans les Provinces des Prairies du Canada, qui a culminé dans les années 1920. Une date notable fut la fondation de la Territorial Grain Growers' Association en 1901, qui a succédé à des organisations diverses. Le mouvement coopératif a été également établi au Canada à cette époque.

### Les griefs des agriculteurs
Les agriculteurs dans les Provinces des Prairies ont été profondément aliénés par la politique Canadienne dans le domaine céréalier. Les agriculteurs accepté comme un fait établi que les sociétés céréalières, les chemins de fer, les banques, et le Gouvernement du Canada faisaient partie d'un système permettant d'exploiter les petits agriculteurs. Ils ont développé une solidarité de classe et de la peur et du dégoût envers l'élite dirigeante. Ces revendications ont été portées lors de la fondation en 1901 de la Territorial Grain Growers' Association dans l'ouest canadien.
Plus particulièrement, ils ont méprisé le système de commerce privé des céréales symbolisé par la Bourse aux Grains de Winnipeg. Les agriculteurs nourrissaient une suspicion envers les traders, accusés d'affairisme et de profiter des efforts des agriculteurs sans apporter une quelconque valeur ajoutée. Ils ont été particulièrement irrités par la pratique de la couverture que les opérateurs privés ont utilisée sur le Marché à terme de Winnipeg, qui, selon eux, a permis aux négociants de profiter de la chute des marchés, au détriment des agriculteurs.système de commerce privé des céréales symbolisé par la Bourse aux Grains de Winnipeg Ils estimaient également que les négociants privés ont profité d'une baisse des prix artificielle au cours de l'automne récolte afin de s'enrichir sur le Winnipeg Grain Exchange sur le dos des producteurs.

## Les précédentes tentatives de réforme du commerce des céréales
Dès le début du XXe siècle des tentatives de définir le statut de coopérative de silos-élévateurs à grains sont apparues.
L'United Farmers of Alberta (UFA) est fondée en 1909 par la fusion de la Alberta Farmer's Association et de la Canadian Society for Equity. C'est un organisme non-partisan dont le but est de faire valoir les intérêts des agriculteurs dans la province. En 1913, elle réussit à mettre de la pression sur le gouvernement albertain pour former la Alberta Farmers' Cooperative Elevator Company, coopérative chargée de mutualiser le coût des silos-élévateurs à grains. Dès 1914, les femmes deviennent membres au même titre que les hommes, avec le droit de vote.
L'United Grain Growers (UGG) est ensuite formé par la fusion en 1917 de l'United Farmers of Alberta (UFA) avec une autre coopérative, la Grain Growers' Grain Company (GGGC). À la suite de cette fusion, United Grain Growers (UGG) est devenu une force puissante avec 300 silos-élévateurs à grains et un terminal portuaire sur le Lac Ontario à la Lakehead. En 1920, il y plus de 30 000 membres en Alberta.
Il y avait ensuite plusieurs grandes coopératives liées à un seul silos-élévateurs à grains, mais les deux plus importantes étaient l'United Grain Growers (UGG, Organisation des Producteurs de céréales et de la Saskatchewan, le gouvernement a soutenu Saskatchewan Co-operative Elevator Company (Sask. Co-op Ascenseurs).
Alors que les silos-élévateurs à grains d'United Grain Growers (UGG)  et Sask. Co-op Ascenseurs étaient été détenus par les agriculteurs, elles ont par la suite versé des dividendes à des actionnaires-investisseurs. Pour les inconditionnels du modèle économique des coopératives, c'était inacceptable. En outre, les deux sociétés ont été en mesure de négocier une fusion et n'ont pas été impliquées dans la commercialisation des grains à l'étranger. Elles n'avaient pas la taille  pour contester le régime de marché libre.

### La politique agricole du gouvernement
Au cours de la Première Guerre mondiale, le gouvernement canadien a complètement pris le dessus sur l'industrie privée du grain et des céréales. Le gouvernement a créé une série d'agences, chacune acquérant progressivement plus de puissance pour contrôler le commerce des céréales.
La Commission des Grains de 1912 était créée pour la réglementation (pour superviser le classement, etc.), mais en 1915, le gouvernement a pris le contrôle de toutes les exportations de blé, pour aider à l'effort de guerre.
En 1917, la négociation sur la Bourse aux céréales de Winnipeg a été interdite. En 1917 également, a été donné un monopole sur le blé au nouveau Conseil d'administration de "Grain Superviseurs", pour fixer des prix uniformes à travers le pays. Peu après, le Conseil d'administration a pris plus de mesures pour la commercialisation des récoltes.
Les agriculteurs s'inquiètent ensuite du fait qu'après la guerre, les prix ont subi un crash et incriminé divers groupes de lobbying d'Ottawa. Le gouvernement a reculé, et tenu compte de leur inquiétude, par la création d'une première version provisoire de la Commission Canadienne du Blé mais pour la récolte de 1919 seulement. Les agriculteurs obtenu un prix garanti pour cette culture, payé immédiatement, et, plus tard, un autre paiement, une fois que le Conseil avait vendu la totalité de la récolte. Ce système de garantie des prix et des revenus distribués a été extrêmement populaire et lorsque le Conseil a été dissous en 1920, les agriculteurs ont été ulcérés. Même si le gouvernement n’avait envisagé cette Commission qu’à titre de mesure de guerre, les agriculteurs demandent au début des années 1920 le rétablissement de cet organisme de commercialisation.

### Pool canadien du blé
Le pool canadien du blé est une fédération de structures coopératives mises en place dans l'Entre-deux-guerres pour assurer aux professionnels de la culture des céréales des prix garantis et un accès au stockage des céréales démocratisé, mais aussi pour peser sur le marché mondial du blé, ce qui a permis au Canada d'en assurer la moitié à lui seul pendant les années 1920, mais a contraint les gouvernements provinciaux à éponger des pertes après le Krach de 1929.
À partir de l'automne de 1922, les fermiers canadiens se groupent en organisations fédérant leurs coopératives, d'Alberta, du Saskatchewan et du Manitoba, qui forment à l'automne de 1924 la "Canadian Cooperative Wheat Producers Ltd", appelé aussi "Pool canadien du blé" pour tirer parti en commun de leur poids sur le marché. La "Central Selling Agency", organisme central, est fondée par trois entreprises de stockage de céréales, un pour chacune des trois provinces céréalières de l'ouest, qui fédèrent quasiment toutes les coopératives et mettent en commun leurs contacts, afin de mieux exporter leur blé et recourir à des emprunts bancaires. Le Pool Canadien du Blé devient un acteur redouté par sa force de frappe sur le marché mondial, parfois considéré comme un cartel, grâce à des capacités énormes de stockage et de transport. Le Pool canadien du blé
regroupe 140.000 adhérents, commercialise au milieu des années 1920 de 51 % à 53 % des récoltes, puis 70 % en 1929, qui pèse lui-même la moitié du commerce mondial du blé dès 1925. Pool Canadien du Blé vend sur les Bourses aux grains de Winnipeg et Calgary mais surtout sur les marchés étrangers, les deux-cinquièmes des exportations passant entre ses mains. La part de l'Angleterre dans les exportations de blé canadiennes passe de 89 % en 1909 à 72 % en 1925 et 59 % en 1931. Les États-Unis sont de leur côté évincés du marché, leur part chutant dès le début des années 1920: de 1920 à 1929, le Canada fournit 63 % des exportations du blé en provenance de l'Amérique du Nord.
Le Pool  met en avant une participation aux élections pour ses instances de direction. Il signe avec le fermier un contrat sur cinq ans qui permet à ce dernier de préfinancer sa récolte via un paiement initial, le complément étant assuré en fonction de l'État du marché. Du coup, le fermier bénéficie d'un prix garanti sur une partie de son offre. Le Pool a rapidement contrôlé la moitié des silo-élévateurs à grain de l'ouest canadien et permis d'étaler la vente des récoltes sur toute l'année, voire d'imposer un bras de fer aux importateurs dans les moments de faiblesse. Certains auteurs estiment qu'ils n'ont pas obtenu de prix plus élevés que ceux du marché à terme mais c'est déjà un succès pour leurs 140 000 membres habitués jusque-là à recevoir beaucoup moins que les négociants et spéculateurs: ils deviennent copropriétaires de silos à grande échelle. Le PIB du Canada est alors stimulé par une augmentation rapide des exportations, qui passent de 3,5 milliards de dollars en 1921 à 6,1 milliards en 1929. En 1926, le blé devint la première source du commerce extérieur et assure plus de 71 % des revenus de la population des Prairies.
Le Pool Canadien du Blé va inspirer le développement des coopératives dans d'autres pays, en France dès 1924, puis les systèmes de prix garantis de la seconde partie du XXe siècle. Revers de la médaille, ce sont les contribuables qui se répartissent les pertes: Dès 1930, les pools connurent un déficit de 24,3 millions de dollars canadiens et les gouvernements provinciaux couvrirent le déficit . L'assurance d'un prix garanti et l'espoir de versements additionnels amène les producteurs à ne considérer que le marché contrôlé et se lancer dans la surproduction. La grande crise de 1929 voit leurs revenus agricoles diminuer de 94 % entre 1929 et 1933 alors que l'accumulation des stocks à partir de 1924 aurait pu laisser entrevoir la gravité du problème. Le prix du blé tomba à seulement 42 cents le boisseau en 1932 mais les superficies emblavées restèrent à la hausse. Les revenus des producteurs passèrent de 441 millions de dollars canadiens en 1928 à 90 millions en 1931, 109 millions en 1933 et 142 millions en 1935, soit trois fois moins qu'en 1928.